# Ioan Popa (scriitor)
Ioan Popa (n. 1 august 1955, Negreni, Argeș, România) este un scriitor român de limbă română și de limbă franceză, membru al Uniunii Scriitorilor din România. Scrie și publică  în limbile română și franceză. A mai semnat sub pseudonimele Emil Țermure și Édouard Hugo Leroy . Este autorul celebrului roman Robi pe Uranus (scris în limba română) și al romanului-fluviu (aproape o mie de pagini în format normal) intitulat Terre du salut (Pământ al mântuirii), scris în limba franceză și apărut în octombrie 2019 în Franța, la Paris, la editura Non Lieu.

## Biografie
Ioan Popa s-a născut într-o familie muncitorească. Părinții (Petre și Maria) au fost muncitori la Uzina de Automobile Pitești.
A urmat cursurile Liceului teoretic Nicolae Bălcescu din Pitești, secția umanistă.
După absolvirea Școlii militare de ofițeri activi de tancuri Mihai Viteazul din Pitești a fost repartizat ca locotenent de tancuri la un regiment de tancuri din București. 
Licențiat al Facultății de Litere a Universității de Stat București. Între anii 1996-2000 este doctorand în literatură al Universității de Stat București.  
În anii 1982-1983 devine un cunoscut autor de literatură fantastică și SF din România. 
Începând cu anul 1985, intră în conflict cu propagandiștii militari comuniști și cu ierarhia militară de partid din Armată, cu toate că avea convingeri de stânga.
Este mutat disciplinar în diferite unități militare de muncă forțată, acolo unde se trimiteau de obicei ofițerii și subofițerii incomozi regimului comunist. Așa ajunge în colonia militară de muncă de pe Uranus (celebrul șantier ceaușist al Casei Poporului) din București. Aici cunoaște viața din coloniile comuniste de muncă pe care o va descrie mai târziu în volumul Robi pe Uranus ( Editura Humanitas, 1992).
După Revoluția din Decembrie 1989 este numit redactor la gazeta militară La datorie, care aparținea de Direcția Presă a Ministerului Apărării. De aici este îndepărtat doi ani mai târziu, din ordinul conducerii Ministerului Apărării, după ce publică la Editura Humanitas în aprilie 1992 volumul Robi pe Uranus, în care descrie infernul coloniilor de muncă din timpul dictaturii comuniste. Cartea produce un șoc în rândurile foștilor politruci comuniști ceaușiști din Armată. Membrii redacției gazetei La datorie, înaintează către ministrul Apărării cereri scrise individuale ca scriitorul să fie deferit Procuraturii Militare pentru „trădare de țară și divulgare de secret militar”. Scriitorul este anchetat de Corpul de Control al ministrului Apărării și este îndepărtat din Direcția de Presă a Armatei.
Organizațiile românești pentru apărarea drepturilor omului și mass-media se scufundă într-o tăcere profundă izolându-l mediatic pe autor și abandonându-l. Această atitudine va avea ca rezultat transformarea scriitorului într-un eurosceptic.

Singurii care vin în ajutorul scriitorului sunt revista 22 și dr. Gabriel Liiceanu, directorul Editurii Humanitas. Revista 22 publică în numărul 129 din 23 iulie 1992 articolul Represalii asupra unui autor în care arată că apariția romanului Robi pe Uranus 
„nu a însemnat pentru Ioan Popa o eliberare ci o reluare de la capăt a chinului, aidoma lui Sisif. Ioan Popa, prozator cu un talent confirmat, a fost înlăturat dintr-o redacție în care spiritul său critic mult prea pronunțat deranja. A fost înlăturat și mutat disciplinar la munca de jos pentru ca să nu mai aibă timp să scrie romane și ca să-i vină mintea la cap. Iată-l deci condamnat să-și poarte povara rostirii, prea sinceră și prea adevărată, reluând urcușul pe povârnișul unei existențe hăituite și fiind împins cu bună știință îndărăt în mijlocul plasei de păianjen a detractorilor și adversarilor săi””—Revista 22 din 23 iulie 1992
.
Cu toate acestea Biroul de Presă al Armatei ( BPA ), insistă și depune eforturi ca scriitorul să fie deferit Procuraturii Militare și dă publicității un comunicat în care spune : 
„Lucrarea Robi pe Uranus este o lucrare aparținând genului de ficțiune. Excluderea lui Ioan Popa din redacția „La datorie” a fost consecința unor grave abateri de la disciplina militară, de la normele comportamentului civilizat. Dintre acestea amintim : numeroase absențe nemotivate de la program, atitudine arogantă și jignitoare, fals în acte publice, invective grosolane și declarația că i s-ar fi promis Premiul Herder. Acestea ar fi, credem, argumente suficiente pentru trecerea în rezervă a ofițerului și deferirea sa organelor de Justiție Militară. În ceea ce privește raportul între realitate și ficțiunea cărții ne rezervăm în continuare dreptul de a fi surprinși de amatorismul autorului.”—Revista 22, 31 iulie 1992
.  
Ioan Popa dă o replică la comunicatul respectiv printr-o scrisoare deschisă adresată Gabrielei Adameșteanu, redactor-șef la revista 22 în care spune:
„Biroul de Presă al Armatei dă publicității un comunicat în care arată că subsemnatul am fost îndepărtat din presa militară pentru „abateri grave de la disciplina militară”. Aduc la cunoștința opiniei publice că nu am lipsit niciodată nemotivat de la serviciu, nu am comis fals în acte publice, iar „invectivele grosolane”adresate redacției de mine sunt pure invenții. Nu am fost pedepsit în toată cariera mea militară decât o singură dată și în mod simbolic. În notările de serviciu am fost apreciat numai cu calificative maxime. Textul semnat de BPA reprezintă o jignire a bunului simț și a rațiunii superioare. Semnatarii unui asemenea „comunicat”se descalifică profesional. Consider gestul prin care ei au dat publicității materialul respectiv un gest iresponsabil din toate punctele de vedere.”—Ioan Popa, revista 22 din 27 august 1992
.
În august 1992 Ioan Popa se transferă la Ministerul de Interne ca redactor la revista Poliția Română.
În anul 1993 devine membru al Uniunii Scriitorilor din România. 
Începând cu sfârșitul anului 1999 starea sănătății i se deteriorează. Suferă mai multe internări succesive prin diferite spitale: Spitalul Colentina, Spitalul Militar Central București, Spitalul Gerota etc., internări totalizând circa un an de zile.
În decembrie 2001, grav bolnav de ulcer, rinichi și coxartroză bilaterală trece în rezervă cu gradul de locotenent-colonel, primind din partea statului o pensie militară.
Astăzi memorialul Robi pe Uranus este considerat una dintre mărturiile documentare privitoare la latura întunecată a dictaturii comuniste ceaușiste din România și este amintit în  celebrul Raport al Comisiei Prezidențiale pentru Analiza Dictaturii Comuniste din România (pagina 609, nota de subsol 49), document oficial al statului român, redactat sub coordonarea cunoscutului istoric Vladimir Tismăneanu.

## Activitatea literară
Debutează în literatură cu poezia Vis pe care o publică sub pseudonimul Emil Georgius în revista literară Luceafărul (nr. 746 din 14 august 1976). Tot în revista Luceafărul (nr. 1163 din 16 august 1984) îi va apare publicat un grupaj de 5 poezii sub același pseudonim, Emil Georgius.  
Este prezent în Almanahul Anticipația al revistei Știință și tehnică pe 1982 și 1983. Nuvela Comando, publicată în Anticipația 1983 primește  în 1983 Premiul Uniunii Scriitorilor pentru literatură de anticipație.
A publicat nuvele, povestiri fantastice și științifico-fantastice în reviste literare precum Argeș, Magazin, Viața Militară, Suplimentul literar-artistic al Scânteii Tineretului (SLAST), Supliment Police Magazin al revistei Poliția Română etc. 
Este inclus în antologii de proză SF precum O planetă numită anticipația (Editura Junimea, 1985) sau de poezie, precum Sub flamură de tricolor (Editura Militară, 1987).  
În 1990 devine membru al Uniunii Ziariștilor Profesioniști din România.
Între 1992-2001 este redactor la revista Poliția Română a Ministerului de Interne.
În anul 1993 devine membru al Uniunii Scriitorilor din România.
În anul 2005 fondează editura Universul românesc, având ca activitate principală editarea de cărți și publicații periodice. Primește aprobare din partea Guvernului României pentru folosirea denumirii de Universul românesc, în România neexistând atunci publicații sau edituri cu acest nume. Oficiul de Stat pentru Invenții și Mărci (OSIM) îi respinge toate  încercările de înscriere a numelui Universul românesc în registrul OSIM. 
Ioan Popa a mai publicat ca ziarist, sub nume propriu sau pseudonime, peste o mie de materiale jurnalistice, multe din ele cu orientare spre stânga modernă (colecțiile pe anii 1990-1992 ale revistelor Viața Armatei, gazeta La datorie, Observatorul militar, colecția pe anii 1992-2001 ale revistei Poliția Română și colecția pe anii 2008-2010 a revistei Universul Românesc). A publicat de asemenea, poezie in revistele Viața Armatei, La datorie, Poliția Română și volumul de poezie Scrisoare către Pacepa (editura Universul Românesc, 2006).

## Opere publicate
- Dincolo de timp (povestiri fantastice, Editura Militară, 1989)
- Negustorii de război (colecție de povestiri științifico-fantastice, Editura_Aldomars, 1990)[1]
- Robi pe Uranus (memorial, Editura Humanitas, 1992)
- Întoarcerea din exil (povestiri fantastice, Editura_Rotary, 1994)
- Scrisoare către Pacepa (versuri, Editura Universul Românesc, 2006)
- A șaptea dictatură (Editura Universul Românesc, 2007)
- Robi pe Uranus (subtitlu Cum am construit Casa Poporului), roman, ediția a 2-a revizuită și adăugită (editura Humanitas, 2012, 360 pagini)[2]
- Poetul și Imperiul (versuri, editura eLiteratura, 2014)
- Esclaves sur Uranus ( Editura Non Lieu, Paris, 2014, roman traduit du roumain par Florica Ciodaru-Courriol, imprimé en France á  l’Imprimerie Moderne de Bayeux. [3]
- Regii romanelor de zece sfanți -scriitori români uitați, secolul al XIX-lea (Editura Betta 2014, lucrare de arheologie literară în domeniul literaturii române de mistere din publicațiile periodice ale secolului al XIX-lea, 436 pagini, cartonat)
- Soldatul din Afganistan (versuri, Editura eLiteratura, 2016)
- Le poète et l᾽Empire (publicată sub pseudonimul Édouard Hugo Leroy, versuri în limba franceză, editura eLiteratura, 2016)
- Ediția în limba rusă a romanului ROBI PE URANUS. Иоан Поппа. Рабы на Уранусе Издательство: Лимбус Пресс, Тублина (Limbus Press, Tublina). Год: 2017  Перевод книги: Вячеслав Иванович Самошкин. [4]
- Bucarest, promenades littéraires, textes réunis par CécileFolschweiller et Andreia Roman, France, Paris, Les éditions Non Lieu, 2017 (culegere de texte de autori români publicați în limba franceză –Ioan Popa la pag. 157).[5]
- Terre du salut, roman, langue française, 555 pages, Editions Non Lieu, Paris, octobre 2019, imprimé en France à l᾽ Imprimerie moderne Corlet Numéric, Z.A. Charles Tellier 14110 Condé-en-Normandie, Nr. imprimeur 160950, Dépôt légal: oct. 2019
- Odă răzbunării. 86 poezii clasice, Editura eLiteratura, București 2022.

## Aprecieri critice
- ”Ioan Popa scrie cu un talent absolut remarcabil, cu o lejeritate (în sensul cel mai bun, al cursivității și al forței scriiturii) aproape ieșită din comun. Ar fi putut fi un fel de Soljenițîn român. Fraza lui zboară, cuvintele și imaginile au o expresivitate specială, redând cu multă plasticitate realitatea acelor întâmplări. Dacă ați citit O zi din viața lui Ivan Denisovici, nuvela celebră pe plan mondial a lui Soljenițîn, atunci trebuie să vă închipuiți că, intrând în lectura acestei cărți, veți avea relatarea a o mie de zile din viața lui Ivan Denisovici. Literatura memorialistică a închisorilor a dat câteva nume și câteva titluri importante. Dar atmosfera penitenciară din preajma lui 1989 și-a găsit în Ioan Popa singurul și cel mai înzestrat pictor. Spațiul nu-mi îngăduie să reproduc atât cât aș dori din textul acesta scris cu penița muiată în acvaforte. Fiecare pagină, însă, conține descrieri, personaje, situații memorabile” (Radu Voinescu, Luceafărul, Sistemul și sclavii,aprilie 2017)[6]
- ”Diplômé de l’Ecole militaire d’officiers de Pitești, poète et auteur de six livres à ce jour, Ioan Popa livre un tableau sans condescendance de l’enfer des camps de travail dans la Roumanie communiste. Cette descente aux enfers, le lieutenant Popa l’a vécue dans sa chair comme dans son âme en tant que comandant de peloton dans un camp militaire de travail de la plateforme Uranus, de 1985 jusqu’à la chute du régime communiste. Le roman « Esclaves sur Uranus » est une sorte de journal de campagne qui décrit la promiscuité de chantier, de dortoirs et de réfectoires, peuplés par des soldats avilis par 18 heures de travail quotidien et par les ordres débiles des politrucs. Certes, Ioan Popa est un graffiste appliqué, minutieux, capable de détails d’une tendresse atroce” (Actualité Littéraire,  Cristina Hermeziu, Le jugement dernier des Esclaves sur Uranus, en Roumanie, Cristina Hermeziu, 22.06.2015)[7]
- ”Dupǎ 25 de ani de la cǎderea comunismului aceastǎ carte dobîndește parcǎ și mai multǎ forțǎ întrucît respirǎ "autenticitate". Pe coperta a patra editorul își informeazǎ publicul cǎ autorul, ofițer de carierǎ, a fost confruntat cu mari reproșuri din partea instanțelor militare române dupǎ publicarea primei versiuni a cǎrții. Acum, dupǎ 25 de ani de la evenimente, cînd clǎdirea conceputǎ de Ceaușescu continuǎ sǎ simbolizeze ideea de megalomanie, important rǎmîne faptul cǎ întîmplǎrile și personajele descrise de Ioan Popa sunt credibile pentru respectivul context. In acel "castel" al lui Kafka totul era posibil, cele mai absurde situații erau probabile. "Sclavii de pe Uranus" poate fi citit și ca un bun roman de ficțiune de cei care nu au suficiente date istorice pentru a-l înțelege ca o mǎrturie.” ( Radio France Internationale, Matei Vișniec, Cronică de carte, Esclaves sur Uranus, 20 noiembrie 2014)[8]
- ”L᾽auteur-narrateur n᾽a pas sa langue dans la poche pour dresser le tableau ricanant de cet absurde camp de travail forçé. On nage en plein Ionesco, mais gare à l᾽insolent qui s᾽aviserait de le dire. Un roman vrai dont l᾽écriture factuelle accentue encore le côté dramatique...” (Le Monde, Florence Noiville, Sans oublier, 19 décembre 2014)
- ”Comment survivre dans un tel monde? Par l’oubli de soi. Le souvenir d’un passé ou d’une quelconque aspiration lamine l’intellect : à la différence des lésions physiques, les blessures morales ne se cicatrisent pas. Quelques esprits parviennent à tourner en dérision l’absurde de leur existence : on se prend à rire des blagues. L’humour, heureux échappatoire, régénère le pacte avec la vie ; il redonne goût à la liberté. La parution d’Esclaves sur Uranus vaut à l'auteur, le lieutenant Ioan Popa, une exclusion de l’armée roumaine : personne n’est prêt à entendre la terrible vérité du régime communiste. Le sommes-nous en France ?”  (Revue de Deux Mondes, Aurélie Julia, Esclaves sur Uranus, mars 2015)
- ”Ich dachte, dass mit dem Ende der Ceausescu-Diktatur auch das Ende des Kommunismus besiegelt sei. Deshalb habe ich 1992 gleich ein Buch über die Zwangsarbeit auf der Baustelle geschrieben. Doch das Verteidigungsministerium hat versucht, es als Fiktion abzutun. Sie haben die Diskussion darüber sofort im Keim erstickt. Popa lebt in einer Einraumwohnung. Aus einem Regal zieht er sein mehr als 20 Jahre altes Buch hervor. Das Verteidigungsministerium sah in den rund 300 Seiten „den Verrat von Staatsgeheimnissen“.  Popa wurde zur Persona non grata erklärt. Der Militärstaatsanwalt leitete Ermittlungen gegen ihn ein, er verlor seinen Job im Pressebüro des Ministeriums. Die heftige Reaktion war eine Antwort auf sein Buch, das schonungslos die Verhältnisse auf der Palast- Baustelle beschreibt. Gern hätte die Armeeführung diesen Teil der Geschichte verschwiegen: Unsere Generäle haben auf der Baustelle so viel Material stehlen lassen, das hätte locker für zwei weitere Paläste gereicht. Beton, Marmor, alles. Sie haben sich vor der Revolution davon schöne Häuser bauen lassen. Eine Hand hat damals die andere gewaschen. Für meine Begriffe waren diese Leute Mafiosi und alles andere als Kommunisten. Schon vor 1989 war Rumänien von Korruption befallen und dieser Virus treibt uns bis heute um.” (DEUTSCHLANDFUNK, Annett Müller, 25 Jahre nach der Revolution in Rumänien,13.12.2014)[9]
- „Dl Ioan Popa a publicat până acum trei cărți și stilul lui epic oscilează între fantasticul  de tip voiculescian și literatura SF, gen în care prozatorul s-a remarcat, fiind distins chiar cu un important premiu literar,  Premiul Uniunii Scriitorilor.”

Academician Eugen Simion - critic literar (din recomandarea pentru primirea în Uniunea Scriitorilor din România, anul 1992).
- „Deși nu am calitatea de critic literar, îmi permit să sugerez că singur ultimul roman, Robi pe Uranus,  publicat de dl Ioan Popa, îl recomandă pe autor pentru calitatea de membru al Uniunii Scriitorilor. Sunt pagini în acest volum care ar merita incluse, pentru valoarea lor, în manualele școlare.”

Gabriel Liiceanu (din recomandarea pentru primirea în Uniunea Scriitorilor din România, anul 1992).
- „Surprinde la Ioan Popa știința de a crea fantasticul. În cele mai bune proze ale sale trecerea de la real la fabulos se petrece pe nesimțite. Cititorul, captivat, se trezește deodată în povestire. Fantasticul este însă un teritoriu la a cărui statornicire talentul singur nu ajunge. Pentru a nu lăsa impresia de artificialitate, el cere credință în lumea inventată. Și Ioan Popa crede în personajele și întâmplările prozei sale.”

Ion Cristoiu, critic literar și scriitor, citat din volumul Dincolo de timp, editura Militară, 1989, coperta IV.
- „Ioan Popa este un povestitor prin excelență. Tinctura fantastică ar trimite spre Vasile Voiculescu, iar căderea fără veste în fantastic ar trimite spre Mircea Eliade. Sigur, autorul a auzit povestiri tenebroase, din acelea care, parafrazându-l pe Minulescu, nu sunt făcute să fie citite noaptea. Peste tot și peste toate însă guvernează plăcerea de a povest. În povestirea Vânătoarea secretă primează o anumită poezie nostalgică a amurgirii inevitabile, un contorsionat, răvășitor amestec de planuri al perceperii vieții. Ioan Popa este un prozator despre care, nu mă îndoiesc, se va mai vorbi”

Victor Atanasiu, Primatul povestirii, Suplimentul Literar al Scânteii Tineretului, 27 mai 1989
- „Ioan Popa are vocație de povestitor și cele mai bune proze ale sale arată că linia parabolică îl avantajează”

Mircea Dinutz, Un alt Han al Ancuței, revista Luceafărul, 2 septembrie 1989
- „Ioan Popa este unul dintre puținii tineri ofițeri talentați ai Armatei noastre (dacă nu cumva chiar singurul) care au reușit să debuteze editorial în ultimii ani, să treacă, adică, prin complicatul baraj administrativ și ideologic impus abuziv tuturor celor nou sosiți  la poalele Golgotei literaturii, mai ales dacă ei purtau uniforma Armatei. Peste aceasta, din câte cunoaștem, Ioan Popa a trebuit să se lupte continuu cu optica dogmatică a unor ierarhii. Volumul Dincolo de timp și alte povestiri publicate prin diferite reviste și ziare îl anunță pe Ioan Popa ca pe un prozator original. El știe bine și lecția buzzattiană a mutării punctului, a surprinderii mutării punctului imperceptibil în locul în care realul comunică și cu metafizicul.”

Vasile Preda, scriitor, redactor la Viața Armatei, martie 1990
- „Despre armată și ofițerii din timpul dictaturii ceaușiste a scris o carte Ioan Popa. Cartea se numește Robi pe Uranus și a apărut la Humanitas. Uranus era  numele de cod al Casei  Poporului. Ioan Popa ne avertizează că a modificat doar câteva din numele ofițerilor bestiali: Mircea Gureșan, Lixandru Mihail, Victor Drumeza, Vasiliu, Șoșu. Unii dintre ei, foști secretari de partid, se ocupă azi cu educația patriotică în Armată. Să ne mai mirăm? (…) Zeci de mii de soldați și concentrați lucrează aici ani în șir, de dimineață până noaptea, cu o mâncare proastă, adesea cu viermi în ea, murdari, într-o promiscuitate mizeră. Bătăile se țin lanț, bețiile sunt la ordinea zilei, cazurile de sinucidere se înmulțesc. Ofițerii stau blocați în șantier ca la închisoare. Cartea are multe secvențe memorabile prin absurditatea și tragismul lor. E multă viață în acest roman. E multă viață chinuită, amărâtă, dezrădăcinată. Dar cei care vor citi această carte vor rămâne impresionați de  imensa sete de viață decentă și curată a autorului și a celor ca el. Cartea lui Ioan Popa este o carte adevărată. Ea trăiește nu numai prin spectaculosul întâmplărilor, nu numai prin ineditul temei, un fel de amintiri din Casa Morților ci și prin modul în care autorul a valorificat stilistic acest material copleșitor. Ioan Popa este un scriitor adevărat, unul dintre primii scriitori relevați de literatura de sertar”. Tia Șerbănescu, O carte cutremurătoare, ziarul România Liberă, 9 aprilie 1992.
- „Citind  șocantul volum al lui Ioan Popa, cartea Robi pe Uranus, ai impresia că autorul a jucat cu noi un joc înfricoșător, a scos respirația din noi timp de două ore (atât durează lectura cărții), apoi ne-a pus-o la loc și a zis:-Acum respirați! Respirați, vă rog!” Vasile Stan, Armata României, 18 martie 1992

- „Prin recenta apariție a volumului-document ce poartă semnătura lui Ioan Popa, Editura Humanitas reușește să întredeschidă copertele celui mai întunecat dosar al ultimului deceniu de coșmar comunist. Tulburătoarea depoziție cuprinsă în volumul Robi pe Uranus atinge pe lângă valențele unei scriituri bine conduse consistența unui rechizitoriu îndelung așteptat. Prin noua sa prezență în sfera editorială Ioan Popa conturează răspicat în paginile sale un  nou tip de acuzare deschisă pentru iminentul proces al comunismului și cartea lui promite să devină un best-seller”. Cristian Pavel, Cum s-a ridicat Casa Poporului, Flacăra, 31 martie 1992.
- „Forța de șoc a textului lui Ioan Popa este indubitabilă. Scrisă febril, dar concis, într-o frazare de verdict, documentată la modul coșmaresc, Robi pe Uranus e menită parcă să prefațeze procesul unei lumi de ororile în care am fost sistematic ținuți de-o parte: lumea ierarhiei de partid militare care nu a fost altceva decât o lume a umilirii și vinovăției asumate cu cinism ori cu profitabilă obediență”. Ziarul Cotidianul, La Casa Republicii, 30 martie 1992.
- ”В книге, написанной румынским писателем, поэтом и журналистом, правдиво описаны подробности работы военных трудовых лагерей режима Николае Чаушеску. Автор знаком с темой не понаслышке — попав в армию 1985 году после окончания военного училища, он оказался на стройке знаменитого "Дома народа" в Бухаресте. Строительство здания оказалось одним из самых амбициозных проектов подобного рода в истории — достаточно сказать, что оно потребовало уничтожения пятой части исторической застройки города. По сей день это здание остается одним из крупнейших в Европе архитектурных памятников — и вместе с тем памятником одному из самых бесчеловечных режимов XX века. После публикации этой жуткой, шокирующей книги сторонники к тому времени уже уничтоженного режима подвергли автора травле за будто бы имевшую место "выдачу государственной тайны". (Лимбус Пресс; Издательство К. Тублина, 2017)[11]